# 日野 (暴力団)
日野一家（ひのいっか）は、東京都立川市に本部を置く暴力団で、指定暴力団・住吉会の二次団体。
大日本朱光会、出版社・朱光出版社を傘下に持つ。
住吉一家日野の縄張りは広範である。中央線の駅で言えば、国立、立川、日野、豊田。
他に地名で言えば、昭島市、福生市、羽村市、青梅市、一部を除いたあきる野市、東村山の一部、
小平市の一部、埼玉県坂戸市、鶴ヶ島市、毛呂山町、越生町、などなど
川口親分や阿形親分は新宿二幸（現アルタ）裏の住吉一家塚原一門だったため小規模ではあるものの今でも新宿地域での
活動が見られる。

## 略歴

### 日野六代目・阿形充規
昭和34年（1959年）新宿で住吉一家の塚原崇司一統を後ろ盾に愚連隊「青龍会」を結成して、阿形充規は会長に就任。
塚原崇司はのちに新宿区議会議員選挙で当選しヤクザを引退
青龍会は三声会（東声会の下部組織の愚連隊）と新宿で抗争を展開。
阿形は銀座の森田実（港会幹部で浜本兄弟会）の若い衆になるが、阿形が懲役の間に森田実が住吉から破門、阿形は出所後浪々するも昭和48年（1973年）日野一家福生貸元の山口吉次郎の若い衆になる。
阿形は金融業、総会屋などをするかたわら歌舞伎町風林会館前で冷麺の店「高麗苑」や貴金属店を手がけた。
昭和52年（1977年）10月、阿形充規は、右翼団体・大日本朱光会を設立した。
住吉会日野一家から住吉会住吉一家日野に名称が変わる。
平成16年（2004年）5月26日、阿形充規は住吉一家日野六代目を継承。

## 歴代総長
- 初代 - 日野の玉造（玉川要蔵）（明治期）
- 二代目 - 日野のよだ六（与太六）（大正期）
- 三代目 - 林伊佐倶（阿部重作の舎弟で小金井一家の貸元）
- 四代目 - 川口喨史（住吉一家新宿塚原一門、のちに住吉連合会会長）
- 五代目 - 山口吉次郎（住吉一家新宿塚原一門から日野一家福生貸元）
- 六代目 - 阿形充規（大日本朱光会名誉顧問）[3]
- 七代目 - 高沢哲夫

## 頭領
- 阿形充規 - 住吉会常任相談役

## 最高幹部
- 日野六代目代行・日野会会長　- 高沢哲夫（住吉会副会長）
- 最高顧問　　　　　　　　　　- 武川和夫
- 最高相談役・羽村　　　　　　- 石塚 彰（住吉会副会長補佐）
- 最高相談役・青梅　　　　　　- 本多 勝（住吉会副会長補佐）
- 会長補佐・福生　　　　　　　- 原武 久（住吉会副会長補佐）
- 会長補佐・日野 豊田　　　　 - 米村 誠（住吉会副会長補佐）破門
- 会長補佐　　　　　　　　　　- 相沢昭治（住吉会幹事）

## 執行部
- 幹事長 - 吉村 浩（住吉会副会長補佐）
- 本部長 - 橋 寛（住吉会副会長補佐）
- 懲罰委員長 - 中島 清（住吉会副理事長）
- 運営委員長 - 梅原 徹（住吉会副理事長）
- 風区委員長 - 田中修一（住吉会副理事長）
- 慶弔委員長 - 飯島秀明（住吉会副理事長）
- 組織局長 - 簑島朋美（住吉会副会長補佐）